# Bihari-sík
A Bihari-sík vagy Bihari-síkság a Berettyó–Körös-vidék kistája, a Berettyó és a Sebes-Körös folyása közötti hordalékkúp. A kistáj keleten az országhatáron túlnyúlva, Câmpia Bihariei néven Nagyvárad térségéig terjed, Magyarországon Hajdú-Bihar vármegye délkeleti része 731 km²-en, legfontosabb települése Biharkeresztes. Északról a Berettyó választja el a Nagy-Sárréttől és a Berettyó–Kálló közétől, délen a Kis-Sárrét vidéke határolja, keleten – már Romániában – pedig a Bihari-Hegyköz dombvidéke szegélyezi.

## Földtan
A Bihari-sík metamorf kőzetekből felépült medencealjzatára a miocén középső és utolsó szakaszában, valamint a késő pannon korban jelentős vastagságú üledékek települtek. Kismarja, Körösszegapáti és Biharkeresztes térségében szénhidrogén-előfordulások is ismertek. Erre a holocénban és a felső pleisztocénban a kistájjal párhuzamosan futó Sebes-Körös hordalékkúpja épült fel mintegy 30-50 méteres, javarészt homok- és homoklisztüledékes rétegekből, kavics csak Ártánd és Biharkeresztes vidékén található. A Bihari-sík nyugati-délnyugati területein néhány méteres vastagságban lösz és lösziszap is található a felszínen.

## Domborzat és vízrajz
A Sebes-Körös hordalékkúpja délnyugati irányba, kissé hullámosan lejt 106,5 méterről 86 méteres tengerszint feletti magasságig, a kistáj átlagos relatív reliefe 2m/km². A vidék vízszabályozása, a Kutas-főcsatorna kiépülése előtt a Sebes-Körös bizonytalan lefolyású fattyúágai hálózták be a kistáj nyugati vidékét, erről tanúskodó felszínformák a morotvaroncsok és az egykori parti dűnesorok.
Napjainkban gyér lefolyású, vízhiányos terület. A Bihari-sík vizei a kistájat északról 65 kilométeren át határoló Berettyóba futnak. Ezek közül fontosabbak az Ölyvös-csatorna (49 km, 258 km²) és a Szöcsköd–Komádi-csatorna (25 km, 78 km²) vizét összegyűjtő Kutas-főcsatorna (65 km, 782 km²), valamint a Kis-Körös (37 km, 116 km²). A Berettyó átlagos vízhozama Darvasnál 8,9 m³/s. Egyetlen jelentős állóvize a Kutas-főcsatorna által táplált mesterséges Körmösdpusztai-tározó (97 ha). Az egykori szikes mocsarak megritkultak, de Furta és Vekerd térségében még napjainkban is találhatóak sós vízfoltok.

## Éghajlat
Mérsékelten meleg kistáj, az átlagos évi hőmérséklet 10,0-10,2 °C között alakul. A vegetációs időszak átlaghőmérséklete 17,2-17,4 °C. Az évenkénti napsütéses órák száma meghaladja a 2000-et. A csapadékmennyiség éves átlaga 540–560 mm között alakul, eltérésekkel a csapadékosabb keleti és a szárazabb nyugati vidékek között, de a kistáj egésze mérsékelten száraz kistájaink közé tartozik. Az uralkodó északi szélirány mellett gyakori a délnyugati szél.

## Talaj és növényzet
A kistáj területének 42%-a réti öntéstalaj, de emellett számottevő a sztyepesedő réti szolonyec (19%), a réti szolonyec (18%) és a réti talaj (13%) aránya is. A vályogos-agyagos összetételű réti talajok és öntéstalajok mérsékelten kedvezőek a szántóföldi termelésre. A szikes szolonyectalajok földminősége ennél alacsonyabb, legelőkénti, kisebb mértékben szántókénti hasznosításuk jellemző.
A Bihari-sík jellemző növénytársulásai a szikesek (cickórós puszták, szikes rétek, ürmöspuszták), de mellettük a mocsárrétek, jellegtelen száraz vagy félszáraz gyepek és magaskórósok, jellegtelen keményfás erdők előfordulásai is számottevők. Az egykori folyóvizeket kísérő puha- és keményfás ligeterdők helyét mára a fűz-nyár sávok és kocsányos tölgyesek vették át. A szikes szolonyectalajokon kialakult növénytársulások jellegzetes fajai a karcsú kerep (Lotus angustissimus), az erdélyi útifű (Plantago schwarzenbergiana), a sziki nefelejcs (Myosotis sicula), a mocsári csillaghúr (Stellaria palustris), a henye vasfű (Verbena supina) és a henye kunkor (Heliotropium supinum). A foltokban fennmaradt sziki erdőssztyep reliktumfajai a korcs nőszirom (Iris spuria), a buglyos kocsord (Peucedanum alsaticum) és a sziki kocsord (Peucedanum officinale).
| Területhasznosítás | Terület     | Területarány |
| ------------------ | ----------- | ------------ |
| Lakott terület     | 02 311,1 ha | 03,2%        |
| Szántó             | 49 248,1 ha | 67,4%        |
| Kert               | 0 188,4 ha  | 00,3%        |
| Szőlő              | 0 14,7 ha   | 00,0%        |
| Rét, legelő        | 16 772,5 ha | 23,0%        |
| Erdő               | 02 715,9 ha | 03,7%        |
| Vízfelszín         | 01 823,1 ha | 02,5%        |

## Népesség
A kistáj lakossága 21 037 fő (2001), népsűrűsége alacsony (32 fő/km²). Egyetlen városi jogállású települése Biharkeresztes, a vidék tényleges központja viszont a közeli Berettyóújfalu. További települései: Ártánd, Bedő, Berekböszörmény, Bojt, Csökmő, Darvas, Furta, Kismarja, Körösszegapáti, Magyarhomorog, Mezőpeterd, Mezősas, Nagykereki, Told, Váncsod, Vekerd és Zsáka.
A 2001. évi népszámlálási adatok alapján a lakosság 63,6%-a református, 8,8%-a római katolikus, 5,5%-a görögkeleti felekezetű. A népesség 90%-ot meghaladó hányada magyar nemzetiségű, de számottevő a cigányok (3,5%) és a románok (2%) részesedése is.

## Természeti és kulturális értékek
A kistáj fő természeti értéke a Bihari-sík Tájvédelmi Körzet vizes élőterületei, valamint a Bihari-legelő Természetvédelmi Terület növénytársulásai. Népszerű kirándulóhelyek a bojti Nagy-rét, a furtai Veres-hát, valamint a mezősasi és zsákai szikesek. Építészeti emlékei között említendő a csökmői Árpád-kori templom falmaradványa, a nagykereki Bocskai-várkastély (Bocskai-emlékkiállítással), a zsákai Rhédey-kastély, az ártándi Hodossy-kastély és Platthy-kúria. A vidék több településének temploma műemléki védelmet élvez (Bedő, Berekböszörmény, Biharkeresztes, Bojt, Furta, Mezőpeterd, Vekerd).